# أهارون بيكر
أهارون بيكر هو نقابي وسياسي إسرائيلي، ولد في 21 ديسمبر 1905 في كوبرين في بيلاروس، وتوفي في 24 ديسمبر 1995 في إسرائيل. نشط حزبياً في ماباي. وقد انتخب عضو الكنيست ‏ (4 سبتمبر 1961 – 21 يناير 1974) وانتخب عضو الكنيست ‏ (30 نوفمبر 1959 – 23 مايو 1960) وانتخب عضو الكنيست ‏ (15 أغسطس 1955 – 1 أكتوبر 1956).